# U-48 (Kriegsmarine)
U-48 je bila nemška vojaška podmornica Kriegsmarine, ki je bila dejavna med drugo svetovno vojno in bila v njej daleč najuspešnejša med vsemi. V svojih dvanajstih patruljah je bila kar 326 dni na morju in v tem času je potopila 52 in poškodovala 3 ladje, kar znaša skupno 328.415 BRT. 

## Pripadniki

### Odlikovanci
Nosilci viteškega križca železnega križca s hrastovimi listi
- Kapitänleutnant Herbert-Emil Schultze (12. junij 1941)

Nosilci viteškega križca železnega križca
- Kapitänleutnant Heinrich Bleichrodt (24. oktober 1940)
- Korvettenkapitän Hans Rudolf Rösing (29. avgust 1940)
- Kapitänleutnant Herbert-Emil Schultze (1. marec 1940)
- Oberleutnant zur See Reinhard Suhren (3. november 1940)
- Oberleutnant zur See Erich Zürn (23. april 1941)

## Tehnični podatki
| Kategorije                                    | Podatki                       |
| --------------------------------------------- | ----------------------------- |
| Teža (t): na površju pod površjem polna Teža  | 753 857 1.040                 |
| Dolžina (m) - tlačni trup (m)                 | 66,5 - 48,8                   |
| Širina (m) - tlačni trup (m)                  | 6,2 - 4,7                     |
| Izpodriv (m)                                  | 4,74                          |
| Višina (m)                                    | 9,5                           |
| Moč (hp): na površju pod podvršjem            | 3.200 750                     |
| Hitrost (vozlov): na površju pod podvršjem    | 17,9 8,0                      |
| Doseg (milja/vozel): na površju pod podvršjem | 8.700/10 90/4                 |
| Torpeda/Torpedne cevi                         | 14/5 (4 na premcu, 1 na krmi) |
| Krovni top (mm)                               | 88 (220 granat)               |
| Mine                                          | 26 TMA                        |
| Posadka                                       | 44-48                         |
| Maksimalni potop (m)                          | 220                           |